# リック・カルスドルプ
リック・カルスドルプ（Rick Karsdorp，1995年2月11日 - ）は、オランダ・ロッテルダム出身のサッカー選手。PSVアイントホーフェン所属。オランダ代表。ポジションはディフェンダー。

## クラブ経歴

### フェイエノールト
VV スホーンホーフェンでサッカーを始め、E-jeugdでフェイエノールトに加入。10番でプレーする攻撃的MFとして各世代の代表でプレーし、2013-14シーズンにlandelijke A-jeugdでの最優秀選手に選ばれている。このシーズンから定期的にトップチームのトレーニングに参加し、2014年1月にプロ契約を結んだ。この当時からロッテルダムの著名な元ボディビルダーでパワー・トレーニングの専門家ハンス・クローンの指導を受けており、後にカルスドルプのとてつもないパワーとスタミナを使うプレースタイルのベースとなった。
2014-15シーズンのプレシーズンからトップチームに昇格した。ユースではほぼ常に攻撃的MFだったが、監督フレット・ルッテンによってポジション争いの激しい中盤から出場機会の見込まれる右サイドバックにコンバートされた。「コンバートを告げられた時は左遷された気分だった」と後に振り返っている。2014年8月6日のUEFAチャンピオンズリーグ予選ベシクタシュJK戦でヨルディ・クラーシとの途中出場でデビューした。10月23日のUEFAヨーロッパリーグのHNKリエカ戦ではHTから途中出場も致命的ミスで失点の原因になったが、ルッテンは信頼を捨てることなく右サイドバックとしての素質を信じ続けた。カルスドルプの攻撃的クオリティは右サイドバックで活かせると彼を説得したルッテンの見立ては正しく、このシーズン全く未知のポジションで急速に成長した。ELでのASローマ戦では前半30分から途中出場して同点ゴールの起点となるなど活躍した。結局このシーズン中に怪我がちだったルーク・ウィルクシャーからスタメンのポジションを奪い、2018年まで契約を延長した。
2015-16シーズンは背番号2番を背負い、右サイドバックとしてスタメン選手になった。リーグ戦スタート直後低調だったフェイエノールトを牽引した。10月の代表選へ向けたオランダ代表のプレセレクションにも名を連ね、フーゴ・ボルストは「カルスドルプは新たなベン・ヴァインステケルスとなり、その閃光のようなブレイクはアヤックス志向の代表監督ダニー・ブリントも目を留めた」と讃え、アルヘメーン・ダッハブラッドによって9月の月間最優秀選手に選ばれた。11月4日に2020年までの新契約を結んだ。カルスドルプは「まだまだ改善点は多いけれど、でも僕にとって一つ確かなことは、このポジションでプロとして今後やっていくということ。『僕はフェイエノールト1の右バックだ』と誇りを持って言える」と右サイドバックに集中することを決心し、「ルッテンに最初に言われた時は本当に酷い気分だったけど、父に次いで僕のキャリアで重要な人。彼にいつまでも感謝する」と語った。
2016年のウィンターストップ前からフォームを失っていたが次第に復調、3月13日のフィテッセ戦で久々のアシストを記録。2016-17シーズンのカルスドルプは非常に堅固な守備を誇るチームの中で前に上がるタイミングを見極めるようになったことで、よりバランスの取れたサイドバックに成長。力強いシーズンを過ごしていたが、その後冬に向けて再び調子を落とし、ミスの多さに対して「自分を売り込みすぎている」、「自分の力を過信している」との批判を浴びた。最終的には自身最多となるリーグ戦30試合に出場し、フェイエノールトの18年ぶりとなるリーグ優勝に貢献した。

### ASローマ
2017年6月28日、セリエAのASローマに移籍し、5年契約を結んだ。移籍金は1400万ユーロとボーナス500万ユーロで、総額ではヨルディ・クラーシを抜いてフェイエノールトのクラブ史上最高額の移籍となった。
プレシーズンに右膝の手術を行った事でシーズン開幕から離脱していたが、2017年10月25日、セリエA・FCクロトーネ戦に先発出場し、セリエAデビューを果たした。しかし、この試合では負傷のために81分に途中交代し、精密検査の結果、左足の十字じん帯を断裂していることが発表された。
2019年8月7日、古巣のフェイエノールトにレンタル移籍した。
フェイエノールトへのレンタル移籍から復帰した2020-21シーズンは主力に定着し、2021年3月12日にクラブとの契約を2025年まで延長した。
2024年8月29日、双方合意の下でクラブとの契約を解除した。

### PSV
2024年8月31日、PSVアイントホーフェンに加入した。

## 代表経歴
ダリル・ヤンマートらの怪我によって3月末の練習試合にオランダ代表に初招集を受けた。2016年10月にオランダ代表に招集されると、10月7日のベラルーシとのワールドカップ予選において自身のホームであるデ・カイプで代表デビューした。続くアムステルダムでのフランス戦とあわせて2試合にフル出場し、共に力強いプレーでオランダメディアでは高評価を得た(ただフランス戦はアルヘメーン・ダッハブラッドの採点でチーム最高の8だったのに対し、フランス誌レキップではチーム最低のダヴィ・プレパーの3に次ぐ4と対照的な評価を受けた)。

## プレースタイル ･ 評価
本来攻撃的MFなため、テクニックに優れ右サイドからのクロスだけでなく中に入ってのスルーパスも出せる。
最も特筆すべきはスピードととてつもない推進力であり、ジョン・デ・ヴォルフは2015-16シーズン序盤に「ファン・ベークと共にエールディヴィジで最もスピードのあるDFの一人。そのためにチームがリスクを冒したプレーができる。お気に入りの選手」と語った。
ヤン・エーフェルスは2015年9月に「本来の攻撃的MFとしても素晴らしい選手だが、選手層を考えれば右サイドバックならオランダ代表でもチャンスがある。卓越したクロス、とてつもない前進力、そしてスピードと、優秀なバックになる全てを備えている。実際アヤックスでの3試合で招集されたケニー・テテよりフェイエノールトでの1年半の間ずっと良いプレーをしている」と語った。

## タイトル

### クラブ
フェイエノールト
- エールディヴィジ : 2016-17
- KNVBカップ : 2015-16

ASローマ
- UEFAヨーロッパカンファレンスリーグ : 2021-22